# Хайнрих I фон Вестербург
Хайнрих I фон Вестербург (на немски: Heinrich I von Westerburg; * ок. 1245 във Вестербург; † 5 юни 1288 при Воринген) от фамилията Дом Рункел е съ-господар на замък Рункел, господар на Вестербург, господар на Шаумбург и Шадек на р. Лан.
Той е син на Зигфрид IV фон Рункел (1226 – 1266), господар на Вестербург, и съпругата му фон Диц, дъщеря на граф Герхард I фон Диц († сл. 1228).
Брат е на Зигфрид фон Вестербург († 1297), архиепископ на Кьолн (1274 – 1297), Филип († 1325), архидякон в Кьолн, и Райнхард фон Рункел († ок. 1313), вай-епископ на Кьолн, титулярен епископ на Ефесус. Сестра му Елизабет († 1298) е абатиса в Кьолн (1281 – 1298).
През 1288 г. господствата Рункел и Вестербург се разделят. Хайнрих е изгонен от Рункел от братовчед му Зигфрид V фон Рункел, син на Дитрих I фон Рункел. Хайнрих започва да се нарича фон Вестербург и построява замък Шадек на отстрешния северен бряг на река Лан. Чрез женитбата му с Агнес фон Лимбург, Хайнрих печели също господството Шаумбург и една шеста от господството Клееберг.
Хайнрих I фон Вестербург е убит на 5 юни 1288 г. в битката при Воринген. След Хайнрих следват седем генерации като господари на Вестербург.

## Фамилия
Хайнрих I се жени пр. 1 юли 1267 г. за Агнес фон Изенбург-Лимбург (* ок. 1253; † 1319), дъщеря на Герлах I фон Лимбург-Щаден († сл. 1289) и Имагина фон Близкастел († 1267). Те имат децата:

- Зигфрид II фон Вестербург (* ок. 1279; † 3 февруари 1315), господар на Вестербург във Вестервалд, женен за Аделхайд фон Бургзолмс († 9 юли 1332)
- Хайнрих фон Шаумбург († пр. 1308), каноник в Св. Георг в Лимбург
- Райнхард фон Вестербург († 1345), каноник в Утрехт, Бон и Майнц, приор в Мокщат
- Вилихо фон Вестербург († 1337, абат на Спонхайм
- Йоханес фон Вестербург († 1342), домхер в Утрехт
- Имагина († 1296/† сл. 17 август 1308), сгодена на 9 май 1290 г. за Валрам фон  граф на Юлих, господар на Бергхайм († 1309/1312), син на граф Валрам фон Юлих-Бергхайм († 1271) и Мехтхилд фон Мюленарк († сл. 1254)
- Агнес фон Вестербург († 1339), омъжена I. за граф Хайнрих I фон Спонхайм-Кройцнах-Боланден († 1310), II. пр. 1310 г. за граф Рупрехт III фон Вирнебург († 1352/1355)
- дъщеря фон Вестербург († сл. 1291)
- Елизабет фон Вестербург († 1330), канониса в Есен
- Катарина фон Вестербург († 1336), канониса в Шварцрайндорф